# 2010 KZ39
2010 KZ39, também escrito como 2010 KZ39, é um objeto transnetuniano que está localizado no Cinturão de Kuiper, uma região do Sistema Solar. Este objeto é classificado como um cubewano. Ele possui uma magnitude absoluta de 4,0 e tem cerca de 697 km de diâmetro. O astrônomo Mike Brown lista este corpo celeste em sua página na internet como um candidato a possível planeta anão.

## Dados preliminares
Foi apenas observado durante um arco de 26 dias e até agora não foi encontrado o objeto em imagens anteriores que ajudassem a definir a sua órbita. Baseando-se na órbita preliminar, estimou-se que ele viria ao seu periélio em torno do ano de 2046, e atualmente está em 45,6 UAs em relação ao Sol.
Assumindo um o albedo genérico para os objetos transnetunianos, que é de 0,09, seu diâmetro seria de cerca de 700 km. Mas desde que se sabe que a sua magnitude absoluta preliminar é de 4,0 e seu verdadeiro albedo é desconhecido, o seu diâmetro pode ir dos 420 aos 940 kms.

## Descoberta
2010 KZ39 foi descoberto no dia 21 de maio de 2010 pelos astrônomos A. Udalski, S. S. Sheppard, M. Szymanski e C. A. Trujillo.

## Órbita
A órbita de 2010 KZ39 tem uma excentricidade de 0,052 e possui um semieixo maior de 45,208 UA. O seu periélio leva o mesmo a uma distância de 42,844 UA em relação ao Sol e seu afélio a 47,573 UA.